# Đội tuyển bóng đá U-20 quốc gia Kyrgyzstan
Đội tuyển bóng đá U-20 quốc gia Kyrgyzstan là một đội tuyển bóng đá trẻ được quản lý bởi Liên đoàn bóng đá Kyrgyzstan. Đội tuyển này đại diện cho Kyrgyzstan tham dự Cúp các quốc gia độc lập năm 2015, Giải vô địch bóng đá trẻ châu Á 2006 và Cúp bóng đá U-20 châu Á 2023.

## Đội hình hiện tại
Dưới đây là danh sách 23 cầu thủ được triệu tập cho Cúp bóng đá U-20 châu Á 2023.
| 0#0 | Vị trí | Cầu thủ                 | Ngày sinh và tuổi           | Câu lạc bộ           |
| --- | ------ | ----------------------- | --------------------------- | -------------------- |
| 1   | TM     | Sultan Chomoev          | 20 tháng 1, 2003 (20 tuổi)  | Dordoi Bishkek       |
| 2   | HV     | Khristiyan Brauzman     | 15 tháng 8, 2003 (19 tuổi)  | Abdysh-Ata Kant      |
| 3   | HV     | Elaman Akylbekov        | 11 tháng 8, 2003 (19 tuổi)  | Ilbirs Bishkek       |
| 4   | HV     | Said Datsiev            | 14 tháng 4, 2003 (19 tuổi)  | Dordoi Bishkek       |
| 5   | HV     | Temirlan Samat Uulu     | 2 tháng 5, 2003 (19 tuổi)   | Ilbirs Bishkek       |
| 6   | TV     | Baibol Ermekov          | 8 tháng 9, 2005 (17 tuổi)   | Ilbirs Bishkek       |
| 7   | TĐ     | Atay Ilichbek Uulu      | 18 tháng 3, 2004 (18 tuổi)  | Ilbirs Bishkek       |
| 8   | TV     | Mirlan Bekberdinov      | 14 tháng 8, 2003 (19 tuổi)  | Ilbirs Bishkek       |
| 9   | HV     | Nurbol Baktybekov       | 23 tháng 2, 2004 (19 tuổi)  | Ilbirs Bishkek       |
| 10  | TV     | Bektur Abdyvaliev       | 29 tháng 4, 2003 (19 tuổi)  | Dordoi Bishkek       |
| 11  | TV     | Biimyrza Zhenishbekov   | 4 tháng 9, 2003 (19 tuổi)   | Abdysh-Ata Kant      |
| 12  | HV     | Bayastan Bokonov        | 18 tháng 5, 2004 (18 tuổi)  | Dordoi Bishkek       |
| 13  | TM     | Astapbek Askaralyev     | 17 tháng 10, 2003 (19 tuổi) | Ilbirs Bishkek       |
| 14  | TV     | Arsen Sharshenbekov     | 16 tháng 3, 2004 (18 tuổi)  | Alania Vladikavkaz   |
| 15  | TV     | Bektur Kochkonbaev      | 11 tháng 1, 2003 (20 tuổi)  | Talant               |
| 16  | TM     | Kurmanbek Nurlanbekov   | 1 tháng 4, 2004 (18 tuổi)   | Dordoi Bishkek       |
| 17  | HV     | Arslan Bekberdinov      | 14 tháng 8, 2003 (19 tuổi)  | Abdysh-Ata Kant      |
| 18  | TĐ     | Suleiman Dzhumabekov    | 24 tháng 12, 2003 (19 tuổi) | Talant               |
| 19  | TĐ     | Marlen Murzakhmatov     | 21 tháng 5, 2003 (19 tuổi)  | Dordoi Bishkek       |
| 20  | TV     | Irrakhimbek Nurmat Uulu | 27 tháng 1, 2003 (20 tuổi)  | Kaganat              |
| 21  | TV     | Ermek Kenzhebaev        | 3 tháng 4, 2003 (19 tuổi)   | Dordoi Bishkek       |
| 22  | TV     | Kimi Merk               | 6 tháng 7, 2004 (18 tuổi)   | 1. FC Kaiserslautern |
| 23  | TĐ     | Elzar Melisbek Uulu     | 7 tháng 6, 2004 (18 tuổi)   | Ilbirs Bishkek       |

## Thành tích tại Cúp bóng đá U-20 châu Á
| Giải đấu  | Kết quả   | Trận | Thắng | Hòa | Thua | Bàn thắng | Bàn thua |
| --------- | --------- | ---- | ----- | --- | ---- | --------- | -------- |
| 2006      | Vòng bảng | 3    | 0     | 2   | 1    | 1         | 8        |
| 2023      | Vòng bảng | 3    | 0     | 1   | 2    | 1         | 5        |
| Tổng cộng | 2/40      | 6    | 0     | 3   | 3    | 2         | 13       |